# Acuerdo de Doha (2020)
El acuerdo de Doha, también conocido como el acuerdo para llevar la paz a Afganistán, es un acuerdo firmado entre el Emirato Islámico de Afganistán de los talibanes y los Estados Unidos de América, durante la Presidencia de Donald Trump, el 29 de febrero de 2020 en Doha, Catar. El acuerdo de 4 páginas se publicó en el sitio web del Departamento de Estado de EE. UU. Las disposiciones del acuerdo incluyen la retirada de todas las tropas estadounidenses y de la OTAN de Afganistán, a cambio de una promesa de los talibanes de evitar que Al-Qaeda opere en áreas bajo control de los talibanes, así como las conversaciones en curso entre los talibanes y el gobierno afgano.
El acuerdo buscó terminar con la guerra de Afganistán, y estableció la retirada de las fuerzas estadounidenses y de la OTAN del país asiático en 14 meses, así como la ruptura del Talibán con Al Qaeda y Estado Islámico.
Estados Unidos accedió a una reducción inicial de su nivel de fuerza de 13 000 a 8600 en julio de 2020, seguido de una retirada total dentro de los 14 meses si los talibanes mantenían sus compromisos. Estados Unidos también se comprometió a cerrar cinco bases militares en 135 días y expresó su intención de poner fin a las sanciones económicas contra los talibanes antes del 27 de agosto de 2020.
El acuerdo fue apoyado por China, Rusia y Pakistán y respaldado por unanimidad por el Consejo de Seguridad de la ONU, aunque no involucró al gobierno de Afganistán. India acogió con satisfacción la aceptación del pacto por parte del "gobierno y el pueblo" afganos.
A pesar del acuerdo de paz, los ataques de los insurgentes contra las fuerzas de seguridad afganas aumentaron en los 45 días posteriores al acuerdo. Los talibanes llevaron a cabo más de 4500 ataques en Afganistán y más de 900 fuerzas de seguridad afganas murieron. Debido a la reducción del número de ofensivas contra los talibanes, las bajas de los talibanes se redujeron a 610, frente a las 1660 del mismo período del año anterior. Estados Unidos y la OTAN completaron su evacuación total el 30 de agosto de 2021, tras la caída de Kabul a manos de los talibanes, con lo que tomaron el control de Afganistán por la fuerza estableciendo el Emirato Islámico de Afganistán.

## El acuerdo
Las negociaciones intraafganas estaban programadas para comenzar el 10 de marzo de 2020 en Oslo, Noruega. No se determinó la composición del equipo negociador del gobierno afgano, porque se disputaron los resultados de las elecciones presidenciales afganas de 2019. El acuerdo requería que el gobierno afgano liberara a 5.000 prisioneros talibanes antes del inicio de las conversaciones, en un intercambio de prisioneros por 1.000 soldados gubernamentales retenidos por los talibanes.
Las disposiciones del acuerdo incluían la retirada de todas las tropas de la OTAN de Afganistán, una promesa de los talibanes de evitar que Al-Qaeda opere en áreas bajo control de los talibanes y conversaciones entre los talibanes y el gobierno afgano. Estados Unidos accedió a una reducción inicial de su nivel de fuerza de 13.000 a 8.600 en julio de 2020, seguido de una retirada total dentro de los 14 meses si el Talibán mantiene sus compromisos. El secretario general de la OTAN, Jens Stoltenberg, se comprometió a reducir el número de efectivos de la OTAN a unos 12.000 de aproximadamente 16.000 soldados. Estados Unidos también se comprometió a cerrar cinco bases militares en un plazo de 135 días, y expresó su intención de poner fin a las sanciones económicas contra los talibanes antes del 27 de agosto de 2020.